# Contre-la-montre féminin de cyclisme sur route aux Jeux olympiques d'été de 2016
Navigation
Londres 2012 Tokyo 2020
Le contre-la-montre féminin, épreuve de cyclisme des Jeux olympiques d'été de 2016, a lieu le 10 août 2016 dans le quartier de Pontal à Rio de Janeiro.
La médaille d'or revient à la coureuse américaine Kristin Armstrong, déjà vainqueur de l'épreuve en 2008 et 2012, la médaille d'argent à la Russe Olga Zabelinskaïa et la médaille de bronze à la Néerlandaise Anna van der Breggen.

## Favorites
La tenante du titre Kristin Armstrong est au départ. Tout comme toutes les championnes du monde depuis 2012 : avec la Néerlandaise Ellen van Dijk (championne en 2013), l'Allemande Lisa Brennauer (championne en 2014) et la Néo-Zélandaise Linda Villumsen (championne en 2015). La performance d'Ellen van Dijk lors du contre-la-montre de l'Energiewacht Tour 2016 a été particulièrement remarquée. Par ailleurs, Anna van der Breggen, vainqueur de la course en ligne olympique, a également été deuxième du championnat du monde de contre-la-montre en 2015. L'Américaine Evelyn Stevens, détentrice du record de l'heure, fait également partie des favorites. Enfin, la Britannique Emma Pooley, championne du monde de la spécialité en 2010 et bonne grimpeuse, est sortie de sa retraite spécialement pour ce contre-la-montre.

## Parcours
L'épreuve, longue de 29,8 km, emprunte le circuit de Grumari, déjà utilisé sur la course en ligne. Elle débute et se conclut à Tim Maia Square (Estrada do Pontal) avant d'arriver sur le circuit qui est parcouru dans le sens des aiguilles d'une montre. La côte de Grumari (1,3 km, pente moyenne 9,4 %, pente maximale 17 %) est atteinte au bout de 9,7 km, celle de Grota Funda (2,1 km à 6,8 % de pense moyenne) au bout de 19,2 km,,,. Une bande asphaltée a été construite le long du secteur pavé pour éviter les incidents mécaniques aux concurrentes. 

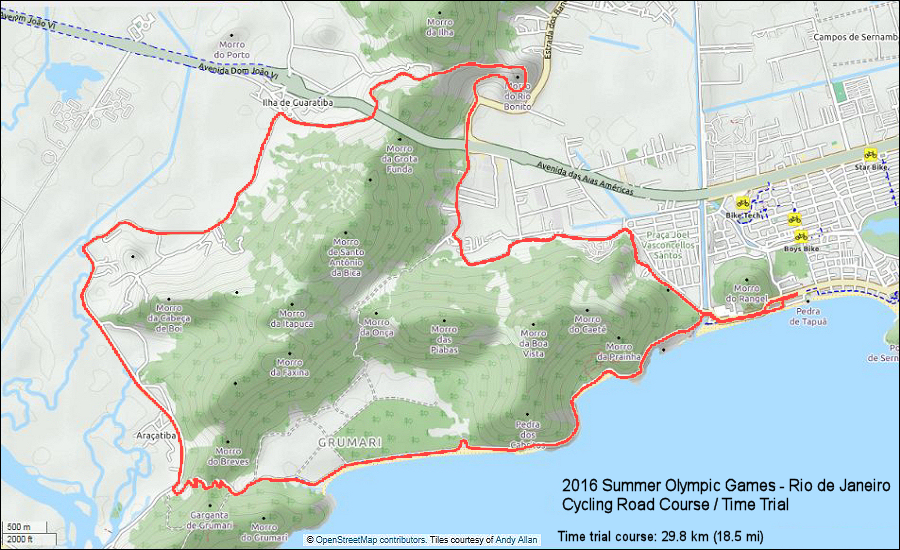
Circuit de Grumari, 24.8 km

## Récit de la course

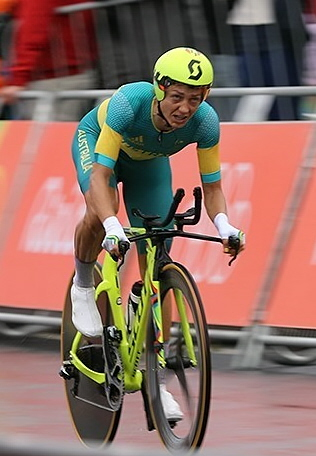
Katrin Garfoot lors de la course des JO de 2016.

Le premier temps de référence est réalisé par la Canadienne Tara Whitten. Elle est près d'une minute plus rapide que ses prédécesseurs. La Britannique Emma Pooley s'avère rapidement ne pas pouvoir disputer la victoire, son temps au premier intermédiaire étant trente secondes au-delà de celui de la Canadienne. Elisa Longo Borghini est la première à battre le temps de Whitten. Elle est imitée par Anna van der Breggen. Ellen van Dijk fait une bonne impression, mais sort de la route dans la première moitié du circuit et perd ainsi un temps précieux. Lisa Brennauer et Katrin Garfoot se montrent distancée dans la course à une médaille. Kristin Armstrong, qui est la dernière à s'élancer, passe au premier intermédiaire en tête avec cinq secondes d'avance sur Elisa Longo Borghini. Olga Zabelinskaya a vingt-deux secondes de retard à ce point. Elle passe cependant en tête au deuxième pointage avec deux secondes de mieux qu'Armstrong. Elisa Longo Borghini, auteur d'un départ rapide, faiblit dans le final. Finalement, Kirstin Armstrong s'impose devançant de cinq secondes Olga Zabelinskaya. Anna van der Breggen est troisième.

## Résultats
La liste des partantes est connue la veille de l'épreuve.
| Dossard | Coureuse             | Pays             | Rang               | Temps          |
| ------- | -------------------- | ---------------- | ------------------ | -------------- |
| 1       | Kristin Armstrong    | États-Unis       | Médaille d'or      | 44 min 26 s 42 |
| 5       | Olga Zabelinskaya    | Russie           | Médaille d'argent  | 44 min 31 s 97 |
| 3       | Anna van der Breggen | Pays-Bas         | Médaille de bronze | 44 min 37 s 80 |
| 7       | Ellen van Dijk       | Pays-Bas         | 4                  | 44 min 48 s 74 |
| 9       | Elisa Longo Borghini | Italie           | 5                  | 44 min 51 s 94 |
| 2       | Linda Villumsen      | Nouvelle-Zélande | 6                  | 44 min 54 s 71 |
| 18      | Tara Whitten         | Canada           | 7                  | 45 min 01 s 16 |
| 4       | Lisa Brennauer       | Allemagne        | 8                  | 45 min 22 s 62 |
| 11      | Katrin Garfoot       | Australie        | 9                  | 45 min 35 s 03 |
| 6       | Evelyn Stevens       | États-Unis       | 10                 | 46 min 00 s 08 |
| 16      | Alena Amialiusik     | Biélorussie      | 11                 | 46 min 05 s 73 |
| 10      | Ashleigh Moolman     | Afrique du Sud   | 12                 | 46 min 29 s 11 |
| 14      | Karol-Ann Canuel     | Canada           | 13                 | 46 min 30 s 93 |
| 15      | Emma Pooley          | Royaume-Uni      | 14                 | 46 min 31 s 98 |
| 22      | Eri Yonamine         | Japon            | 15                 | 46 min 43 s 09 |
| 12      | Trixi Worrack        | Allemagne        | 16                 | 46 min 52 s 77 |
| 20      | Lotta Lepistö        | Finlande         | 17                 | 47 min 06 s 52 |
| 17      | Katarzyna Niewiadoma | Pologne          | 18                 | 47 min 47 s 96 |
| 25      | Anna Plichta         | Pologne          | 19                 | 47 min 59 s 66 |
| 8       | Hanna Solovey        | Ukraine          | 20                 | 48 min 03 s 35 |
| 24      | Lotte Kopecky        | Belgique         | 21                 | 48 min 09 s 86 |
| 23      | Christine Majerus    | Luxembourg       | 22                 | 48 min 16 s 17 |
| 13      | Ann-Sophie Duyck     | Belgique         | 23                 | 48 min 17 s 60 |
| 19      | Audrey Cordon        | France           | 24                 | 49 min 32 s 87 |
| 21      | Vita Heine           | Norvège          | 25                 | 50 min 23 s 39 |

## Controverses
Olga Zabelinskaya est sélectionnée pour disputer la course en ligne et le contre-la-montre aux Jeux olympiques de Rio, elle est dans un premier temps interdite de départ en raison de son contrôle positif en 2014,, mais participe finalement aux épreuves. Par ailleurs, la victoire de Kristin Armstrong met fin au débat lié à sa sélection au détriment de la championne des États-Unis de la discipline Carmen Small.